# ويليام نورتن
ويليام نورتن (1820 - ) (بالإنجليزية: William Norton)‏ هو لاعب كريكت بريطاني.

## وصلات خارجية
- ويليام نورتن على موقع إي آس بي آن كريك إنفو (الإنجليزية)